# جشنواره بین‌المللی فیلم بانکوک
جشنواره بین المللی فیلم بانکوک (به انگلیسی: Bangkok International Film Festival) یک جشنواره بین المللی فیلم است که از سال ۲۰۰۳ در بانکوک، تایلند برگزار می‌شود.